# Scorpiops feti
Espèce
Scorpiops feti est une espèce de scorpions de la famille des Scorpiopidae.

## Distribution
Cette espèce est endémique d'Inde. Elle se rencontre au Sikkim et au Bengale-Occidental dans le district de Darjeeling.

## Description
Le mâle holotype mesure 54,2 mm et la femelle paratype 51,7 mm. Scorpiops feti mesure de 45 à 55 mm.

## Étymologie
Cette espèce est nommée en l'honneur de Victor Fet.

## Publication originale
- Kovařík, 2000 : « Revision of family Scorpiopidae (Scorpiones), with descriptions of six new species. » Acta Societatis Zoologicae Bohemicae, vol. 64, p. 153-201 (texte intégral).